# Taureau (1865)
Det franske kystpanserskib Taureau repræsenterede en helt ny udformning af panserskibe – med hovedvægt på vædring – da det blev påbegyndt i 1863. Skibet var udtænkt af den franske konstruktør Dupuy de Lôme, der også stod bag det revolutionerende Gloire, som var det første panserskib. Navnet henviser til tyren Taurus, fra den græske mytologi.

## Konstruktion
Parkes mener, at Dupuy de Lôme fik ideen til skibet fra Konføderationens pansrede vædderskib CSS Manassas, der havde generet Unionens flåde i de kampe, der gik forud for erobringen af New Orleans i 1862. Manassas var speciel, især på grund af sit næsten cigarformede skrog, hvor det hvælvede dæk fik beskydningen til af prelle af. Taureau havde også en buet skrogform, og man forsøgte at råde bod på nogle af forgængerens svagheder ved at give skibet mere vægt og maskinkraft, samt en bedre pansring og to skruer, så det fik bedre manøvreevne. Skibet havde en enkelt kraftig kanon forude, delvist beskyttet af en pansret væg. Parkes havde ikke meget til overs for Taureau, og anså skibet for at være "til grin" for alt andet end forsvar af havne.

## Tjeneste
Skibet tilbragte sit første år i Toulon, og blev så i august 1867 sendt til Cherbourg, hvor det tilbragte resten af sin karriere. Den eneste afveksling for havnetjenesten i byen kom under den fransk-tyske krig, hvor skibet deltog i patruljeringen af Kanalen. Årene fra 1885 til 1890 blev tilbragt i reserve, hvorefter Taureau helt udgik af tjeneste og blev ophugget året efter.

## Eksterne links
Beskrivelse af periodens franske kystpanserskibe (på fransk) Arkiveret 10. marts 2012 hos  Wayback Machine